# Liste der Ministerien der Russischen Föderation
Die Liste der Ministerien der Russischen Föderation listet die aktuellen Ministerien der russischen Regierung auf. (Stand: Mai 2021)

## Liste
| Amt/Ministerium                                                             | Foto | Gründung |
| --------------------------------------------------------------------------- | ---- | -------- |
| Büro des Ministerpräsidenten (Weißes Haus Moskau)                           |      |          |
| Ministerium für Landwirtschaft                                              |      | 1837     |
| Ministerium für Digitalisierung, Kommunikation und Medien                   |      | 2008     |
| Ministerium für Bauwesen, Wohnen und Versorgung                             |      | 2013     |
| Ministerium für Kultur                                                      |      | 2008     |
| Ministerium für Verteidigung                                                |      | 1717     |
| Ministerium für die Entwicklung des russischen Fernen Ostens und der Arktis |      | 2012     |
| Ministerium für wirtschaftliche Entwicklung                                 |      | 1992     |
| Ministerium für Bildung                                                     |      | 2018     |
| Ministerium für Katastrophenschutz                                          |      | 1990     |
| Ministerium für Energie                                                     |      | 2008     |
| Ministerium für Finanzen                                                    |      | 1780     |
| Ministerium für Auswärtiges                                                 |      | 1549     |
| Ministerium für Gesundheit                                                  |      | 2012     |
| Ministerium für Handel und Industrie                                        |      | 2008     |
| Ministerium für Inneres                                                     |      | 1802     |
| Ministerium für Justiz                                                      |      | 1802     |
| Ministerium für Arbeit und sozialen Schutz                                  |      | 2012     |
| Ministerium für Ökologie und natürliche Ressourcen                          |      | 2008     |
| Ministerium für Wissenschaft und höhere Bildung                             |      | 2018     |
| Ministerium für Sport                                                       |      | 2008     |
| Ministerium für Verkehr                                                     |      | 1865     |